# Ikosaederstumpf
Der Ikosaederstumpf (auch abgestumpftes Ikosaeder oder Fußballkörper) ist ein Polyeder (Vielflächner), das durch Abstumpfung der Ecken eines Ikosaeders entsteht und zu den dreizehn archimedischen Körpern zählt. Anstatt der zwölf Ecken des Ikosaeders befinden sich nun dort zwölf regelmäßige Fünfecke; die 20 Dreiecke des Ikosaeders werden zu regelmäßigen Sechsecken. Das Polyeder setzt sich somit aus insgesamt 32 Flächen zusammen und hat 60 Ecken sowie 90 Kanten.
Die Bezeichnung als Fußballkörper geht auf die Verwendung eines aus Fünf- und Sechsecken zusammengenähten und dann zur Kugel aufgeblasenen Ikosaederstumpfs zur Herstellung eines Fußballs zurück.
Der zum Ikosaederstumpf duale Körper ist das Pentakisdodekaeder.
Das mit Abstand am besten untersuchte Fullerenmolekül C60 besitzt die Struktur eines Ikosaederstumpfes.

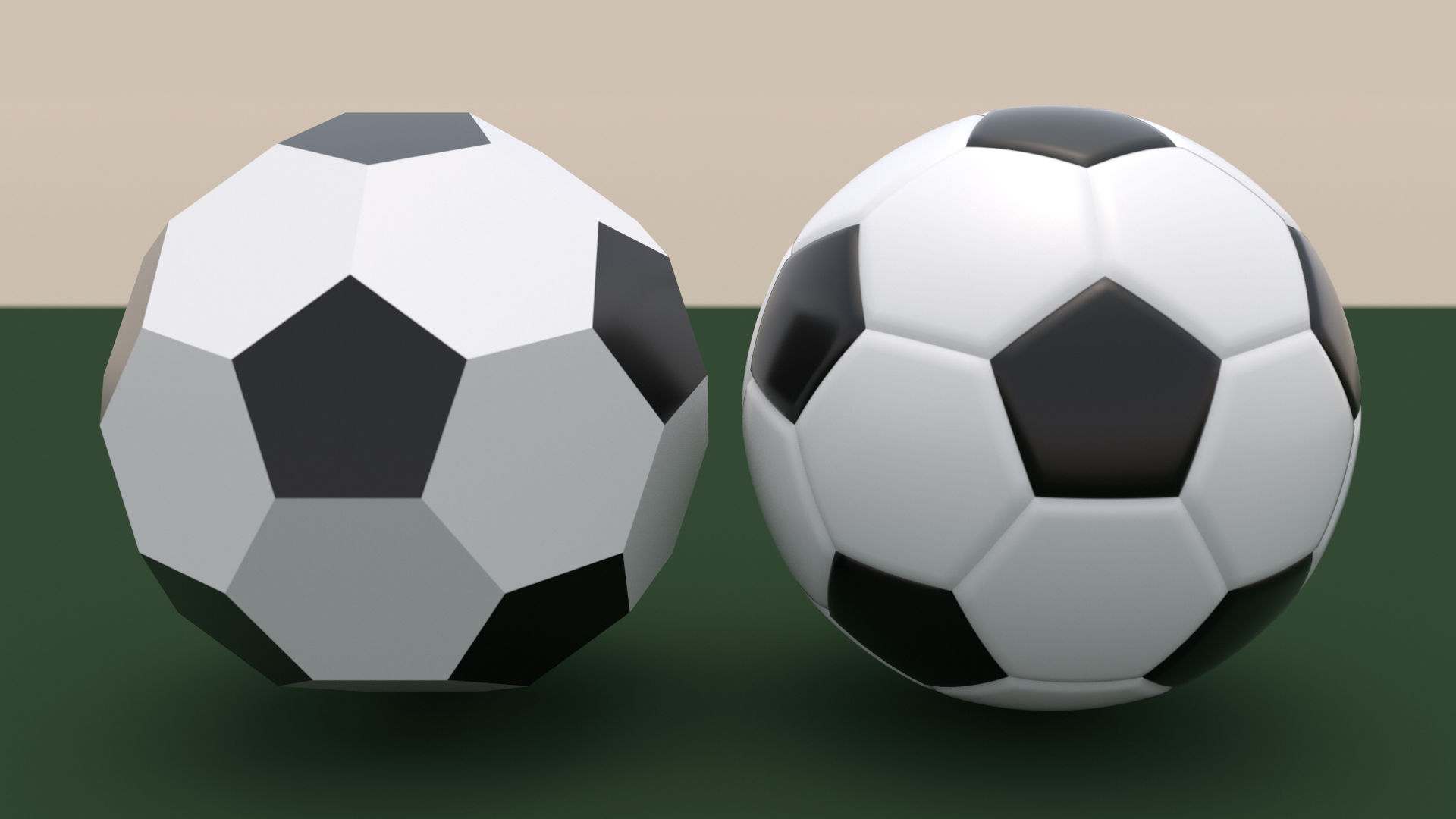
Fußball: Projektion der Flächen eines Ikosaederstumpfes auf die Kugeloberfläche

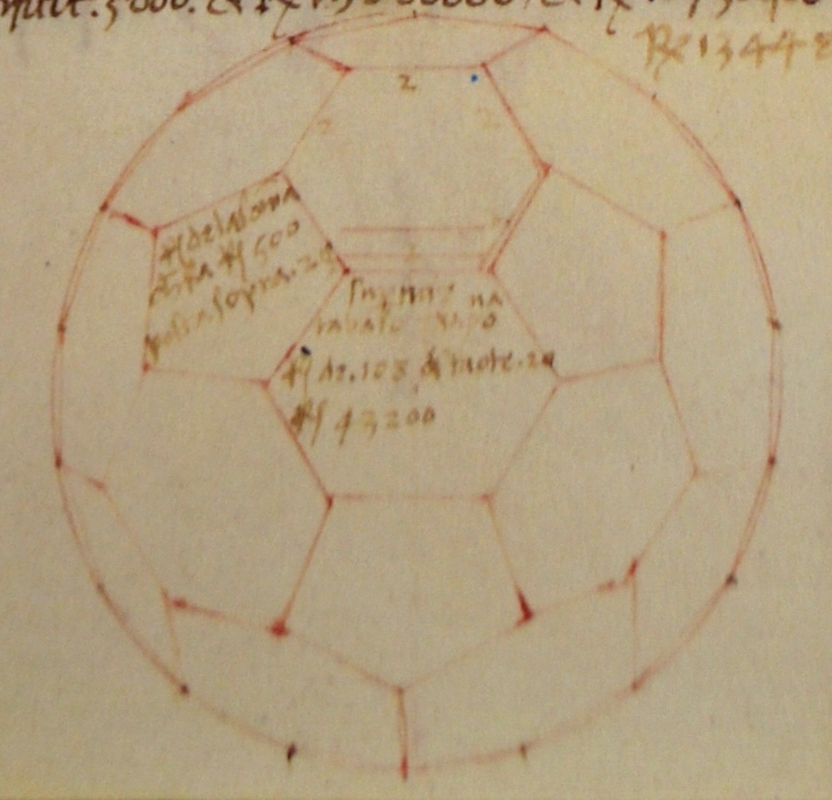
Das erste bekannte Bild eines Ikosaederstumpfs stammt aus Piero della Francescas Buch Libellus de quinque corporibus regularibus (ca. 1460).

## Kartesische Koordinaten
Die geraden Permutationen von
{\displaystyle \left(0,\pm 1,\pm 3\Phi \right),}
{\displaystyle \left(\pm 2,\pm (1+2\Phi ),\pm \Phi \right),}
{\displaystyle \left(\pm 1,\pm (2+\Phi ),\pm 2\Phi \right)}
ergeben die Ecken eines Ikosaederstumpfs mit Mittelpunkt im Ursprung, Umkugelradius {\displaystyle {\sqrt {9\Phi +10}}} und Kantenlänge 2.
Dabei ist {\displaystyle \Phi ={\tfrac {1+{\sqrt {5}}}{2}}} das Verhältnis des Goldenen Schnittes.

## Formeln
| Größen eines regelmäßigen Ikosaederstumpfs mit Kantenlänge {\displaystyle a} | Größen eines regelmäßigen Ikosaederstumpfs mit Kantenlänge {\displaystyle a}                                                                   |
| ---------------------------------------------------------------------------- | --- |
| Volumen                                                                      | {\displaystyle V={\frac {a^{3}}{4}}\left(125+43{\sqrt {5}}\right)\approx a^{3}\cdot 55{,}288}                                                  |
| Oberflächeninhalt                                                            | {\displaystyle A_{\text{O}}=3a^{2}\left(10{\sqrt {3}}+{\sqrt {25+10{\sqrt {5}}}}\right)\approx a^{2}\cdot 72{,}607}                            |
| Umkugelradius                                                                | {\displaystyle r_{u}={\frac {a}{4}}{\sqrt {58+18{\sqrt {5}}}}\,\approx \,a\cdot 2{,}478}                                                       |
| 1. Inkugelradius (Pentagon)                                                  | {\displaystyle r_{i,5}={\frac {a}{2}}{\sqrt {\frac {125+41{\sqrt {5}}}{10}}}\approx \,a\cdot 2{,}327}                                          |
| 2. Inkugelradius (Hexagon)                                                   | {\displaystyle r_{i,6}={\frac {a}{4}}{\sqrt {3}}\left(3+{\sqrt {5}}\right)\approx \,a\cdot 2{,}267}                                            |
| Kantenkugelradius                                                            | {\displaystyle r_{k}={\frac {3}{4}}a\left(1+{\sqrt {5}}\right)\approx \,a\cdot 2{,}427}                                                        |
| 1. Flächenwinkel (Hexagon–Hexagon) ≈ 138° 11′ 23″                            | {\displaystyle \beta _{1}=2\arctan \left({\frac {3+{\sqrt {5}}}{2}}\right)\approx 138{,}19^{\circ }}                                           |
| 2. Flächenwinkel (Hexagon–Pentagon) ≈ 142° 37′ 21″                           | {\displaystyle \beta _{2}=90^{\circ }+\arctan \left({\frac {3+{\sqrt {5}}}{4}}\right)\approx 142{,}62^{\circ }}                                |
| Eckenraumwinkel ≈ 1,3524 π                                                   | {\displaystyle \Omega =\pi +2\arctan \left({\frac {{\sqrt {5}}-1}{2}}\right)\approx 4{,}24874\;\mathrm {sr} }                                  |
| Sphärizität ≈ 0,96662                                                        | {\displaystyle \Psi ={\frac {\sqrt[{3}]{180\,\pi \left(2487+1075{\sqrt {5}}\right)}}{6\left(10{\sqrt {3}}+{\sqrt {25+10{\sqrt {5}}}}\right)}}} |

## Herleitung der Formeln

Ein Ikosaeder wird zu einem Ikosaederstumpf.

Entstehung eines Ikosaederstumpfes durch Beschneiden eines Ikosaeders (jede Kante wird um 2/3 gekürzt)

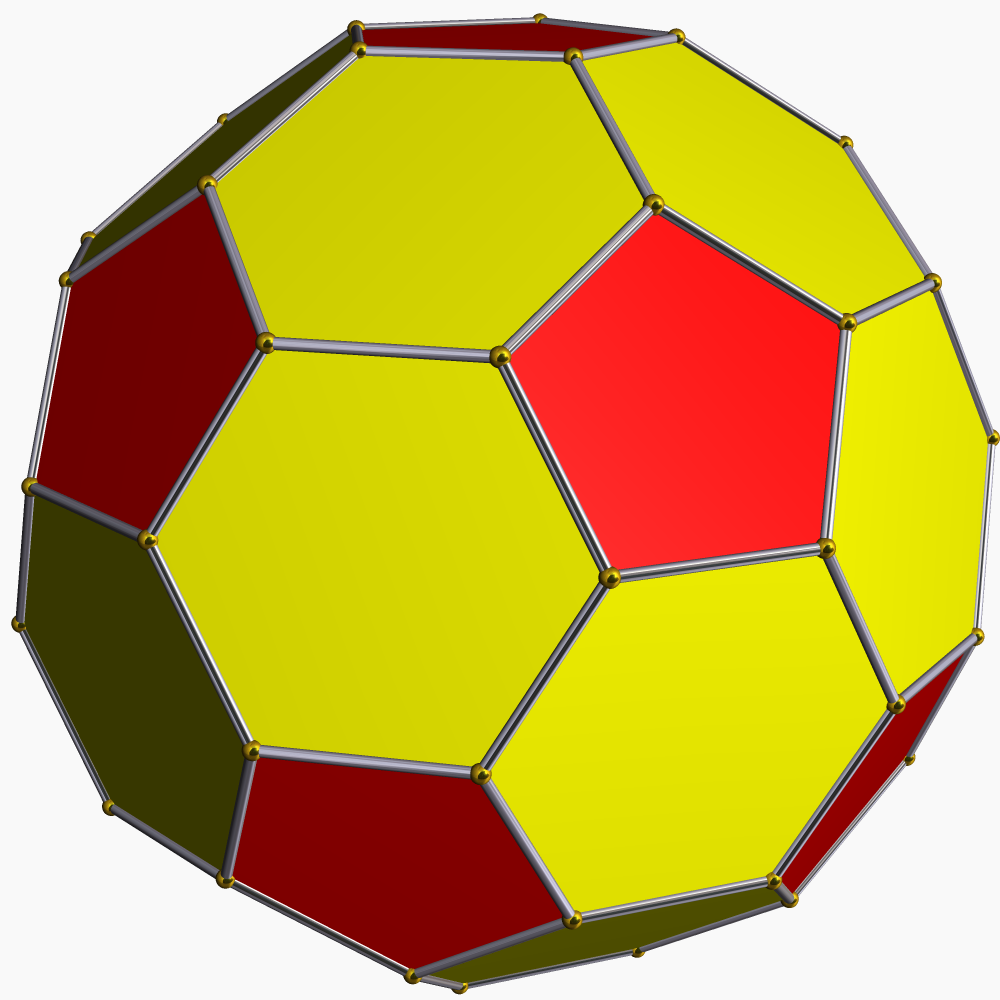
Ein Ikosaederstumpf besteht aus 20 Sechs- und 12 Fünfecken.

Zur Berechnung von Eigenschaften, oben Ikosaeder, lila: Sechseck, rot: Fünfeck

Der Ikosaederstumpf entsteht durch Abschneiden der Ecken eines regulären Ikosaeders so, dass die Kanten des Ikosaeders beidseitig um 1/3 gekürzt werden. Das mittlere Drittel wird zur Kante des Ikosaederstumpfes. Bezeichnet {\displaystyle a_{0}} die Länge der Kante des Ikosaeders und {\displaystyle a} die Kantenlänge des Ikosaederstumpfes, so gilt
{\displaystyle a_{0}=3\,a}

### Winkel
Für die Berechnung der Winkel zwischen zwei benachbarten Sechsecken bzw. einem Sechseck und einem Fünfeck sind die in dem Bild eingezeichneten Winkel {\displaystyle \varphi ,\psi } wichtig. Die Winkel zwischen zwei Sechsecken sind mit denen von benachbarten Dreiecken des Ikosaeders identisch, da beim Abstumpfen, aus den Dreiecken Sechsecken werden. Aus der Zeichnung erkennt man, dass (wie beim Ikosaeder)
{\displaystyle \tan \psi ={\frac {c-a}{c}}={\frac {3-{\sqrt {5}}}{2}}\to \psi \approx 20{,}9^{\circ }}
und damit gilt: Der
- Winkel zwischen zwei Sechsecken ist

{\displaystyle \ \beta _{1}=180^{\circ }-2\psi =180^{\circ }-2\,\arctan \left({\frac {3-{\sqrt {5}}}{2}}\right)}
{\displaystyle \quad \approx 138{,}19^{\circ }}
Für den Winkel zwischen einem Fünfeck und einem Sechseck ist zusätzlich der Winkel {\displaystyle \varphi } wichtig. Es gilt (siehe Bild)
{\displaystyle \tan \varphi ={\frac {a_{0}}{c}}={\frac {2}{1+{\sqrt {5}}}}={\frac {{\sqrt {5}}-1}{2}}\ \to \varphi \approx 31{,}72^{\circ }}
Es gilt mit {\displaystyle \Phi } als Goldener Schnitt
{\displaystyle c=\Phi \,a_{0}}
Der
- Winkel zwischen einem Fünfeck und einem Sechseck ist

{\displaystyle \beta _{2}=90^{\circ }+\psi +\varphi }
{\displaystyle =90^{\circ }+\arctan \left({\frac {3-{\sqrt {5}}}{2}}\right)+\arctan \left({\frac {{\sqrt {5}}-1}{2}}\right)}
{\displaystyle =90^{\circ }+\arctan \left({\frac {3+{\sqrt {5}}}{4}}\right)\quad } (siehe Formelsammlung)
{\displaystyle \ \approx 142{,}62^{\circ }}
Für den Raumwinkel folgt aus der Ebenen-Formel
{\displaystyle \Omega =\beta _{1}+2\beta _{2}-\pi =\pi -2\psi +2\left({\frac {\pi }{2}}+\psi +\varphi \right)-\pi =\pi +2\varphi }
- Der Raumwinkel in einem Punkt des Ikosaederstumpfes ist also

{\displaystyle \Omega =\pi +2\,\arctan \left({\frac {{\sqrt {5}}-1}{2}}\right)\approx 4{,}24874\;\mathrm {sr} .}

### Kugelradien
Der Kantenkugelradius ist der gleiche wie bei dem Ikosaeder. Unter Beachtung von {\displaystyle a_{0}=3a} erhält man
- {\displaystyle \ r_{k}={\frac {c}{2}}={\frac {3a}{4}}(1+{\sqrt {5}})\approx 2{,}427\;a}.

Für den Umkugelradius ergibt sich aus der Zeichnung
{\displaystyle r_{u}^{2}=\left({\frac {c}{2}}\right)^{2}+\left({\frac {a}{2}}\right)^{2}=\left({\frac {3a}{4}}(1+{\sqrt {5}})\right)^{2}+{\frac {a^{2}}{4}}={\frac {a^{2}}{16}}(58+18{\sqrt {5}})}
Also ist der
- Umkugelradius {\displaystyle \ r_{u}={\frac {a}{4}}{\sqrt {58+18{\sqrt {5}}}}\approx 2{,}478\;a}

Der Inkugelradius der Kugel, die die Sechsecke berührt, ist identisch mit dem Radius der Inkugel des Ikosaeders:
{\displaystyle r_{i,6}={\frac {{\sqrt {3}}\;(3+{\sqrt {5}})}{12}}\;a_{0}}
Mit {\displaystyle a_{0}=3a} ergibt sich für den
- Inkugelradius {\displaystyle \ r_{i,6}={\frac {{\sqrt {3}}\;(3+{\sqrt {5}})}{4}}\;a\approx 2{,}2673\;a}

Der Radius der Inkugel, die die Fünfecke berührt, ist gleich dem Abstand der Gerade in der y-z-Ebene durch den Fünfeckpunkt {\displaystyle (-{\frac {a}{2}},{\frac {c}{2}})} mit der Steigung {\displaystyle m=\tan \varphi } vom Nullpunkt (siehe Bild). Die Gleichung dieser Gerade ist
{\displaystyle z=m\left(y+{\frac {a}{2}}\right)+{\frac {c}{2}}\ \to my-z+m{\frac {a}{2}}+{\frac {c}{2}}=0}
Mit {\displaystyle \ m={\frac {{\sqrt {5}}-1}{2}},\ c={\frac {3a({\sqrt {5}}+1)}{2}}} ergibt sich
{\displaystyle \ \to ({\sqrt {5}}-1)y-2z+a(2{\sqrt {5}}+1)=0.}
Mit der Hesseschen Normalform folgt für das Quadrat des Abstandes vom Nullpunkt
{\displaystyle r_{i,5}^{2}={\frac {a^{2}(2{\sqrt {5}}+1)^{2}}{({\sqrt {5}}-1)^{2}+4}}={\frac {a^{2}}{40}}(125+41{\sqrt {5}})}
Also ist der
- Inkugelradius für Fünfecke {\displaystyle \ r_{i,5}={\frac {a}{2{\sqrt {10}}}}{\sqrt {125+41{\sqrt {5}}}}\approx 2{,}3274\;a}.

### Oberfläche, Volumen
Die Oberfläche des Ikosaederstumpfes ist gleich 20-mal der Fläche {\displaystyle A_{6}} eines regelmäßigen Sechsecks plus 12-mal der Fläche {\displaystyle A_{5}} eines regelmäßigen Fünfecks. Mit
{\displaystyle A_{6}={\frac {3{\sqrt {3}}}{2}}\cdot a^{2},\ \ A_{5}={\frac {1}{4}}{\sqrt {25+10{\sqrt {5}}}}\cdot a^{2}}
ist die
- Oberfläche des Ikosaederstumpfs

{\displaystyle A_{O}=20\cdot A_{6}+12\cdot A_{5}=3\left(10{\sqrt {3}}+{\sqrt {25+10{\sqrt {5}}}}\right)\cdot a^{2}}
Einen Ikosaederstumpf als Körper kann man sich aus 12 Pyramiden mit einem der Fünfecke als Grundfläche und {\displaystyle r_{i,5}} als Höhe plus 20 Pyramiden mit einem Sechseck als Grundfläche und {\displaystyle r_{i,6}} als Höhe zusammengesetzt denken. Das Volumen des Ikosaederstumpfes ist also gleich
{\displaystyle V=12\cdot {\frac {1}{3}}A_{5}r_{i,5}+20\cdot {\frac {1}{3}}A_{6}r_{i,6}}
{\displaystyle ={\frac {1}{2{\sqrt {2}}}}{\sqrt {(5+2{\sqrt {5}})(125+41{\sqrt {5}})}}a^{3}+{\frac {15}{2}}(3+{\sqrt {5}})a^{3}}
Mit {\displaystyle \ (5+2{\sqrt {5}})(125+41{\sqrt {5}})={\frac {1}{2}}(35+13{\sqrt {5}})^{2}\ } ist
{\displaystyle V={\frac {1}{4}}(35+13{\sqrt {5}})a^{3}+{\frac {15}{2}}(3+{\sqrt {5}})a^{3}} und damit
{\displaystyle V={\frac {1}{4}}\left(125+43{\sqrt {5}}\right)a^{3}\approx 55{,}28773\;a^{3}}

## Anwendungsbeispiele

Sprengstofflinsen um den Kern der Trinity-Bombe und Fat Man
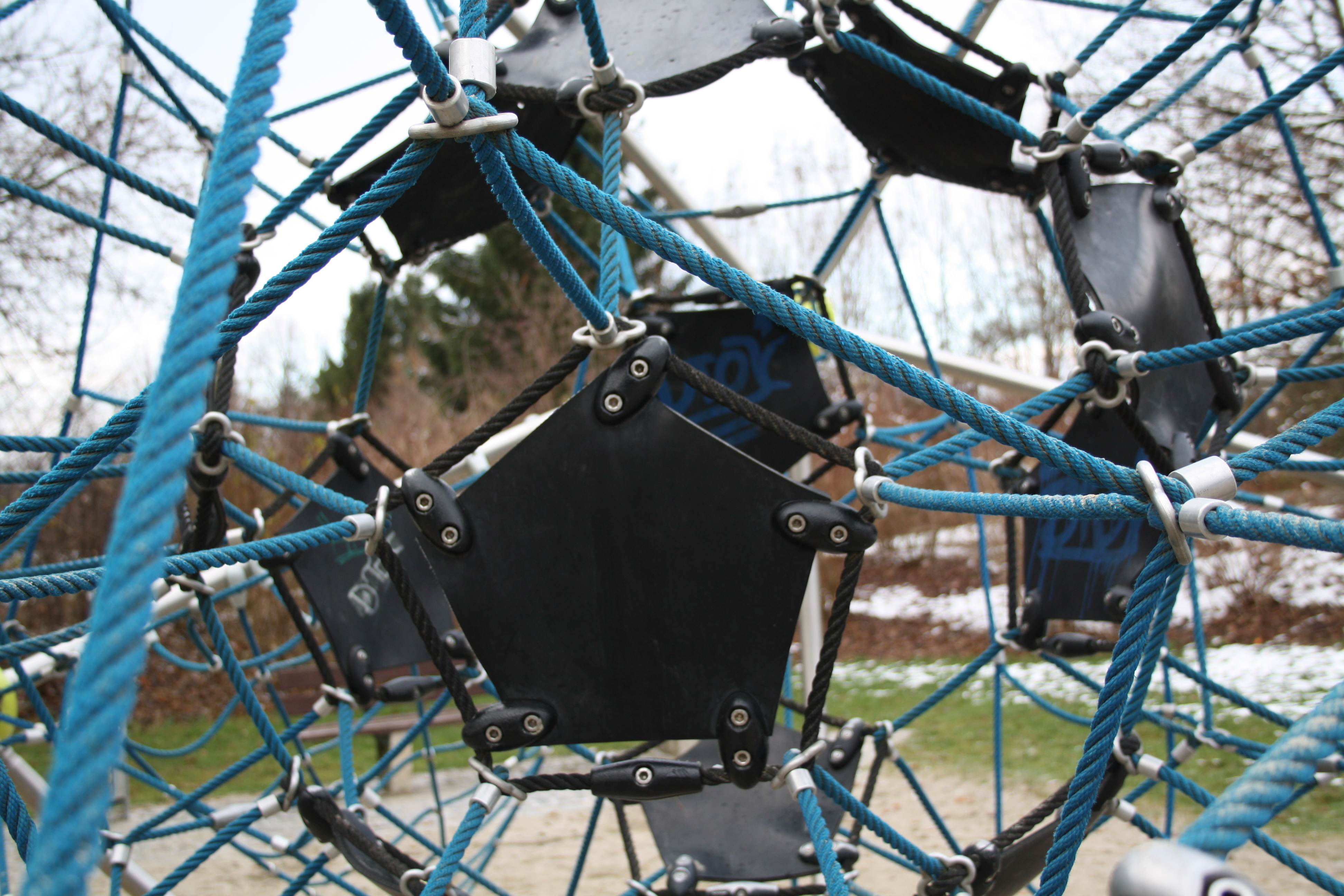
Seilklettergerüst
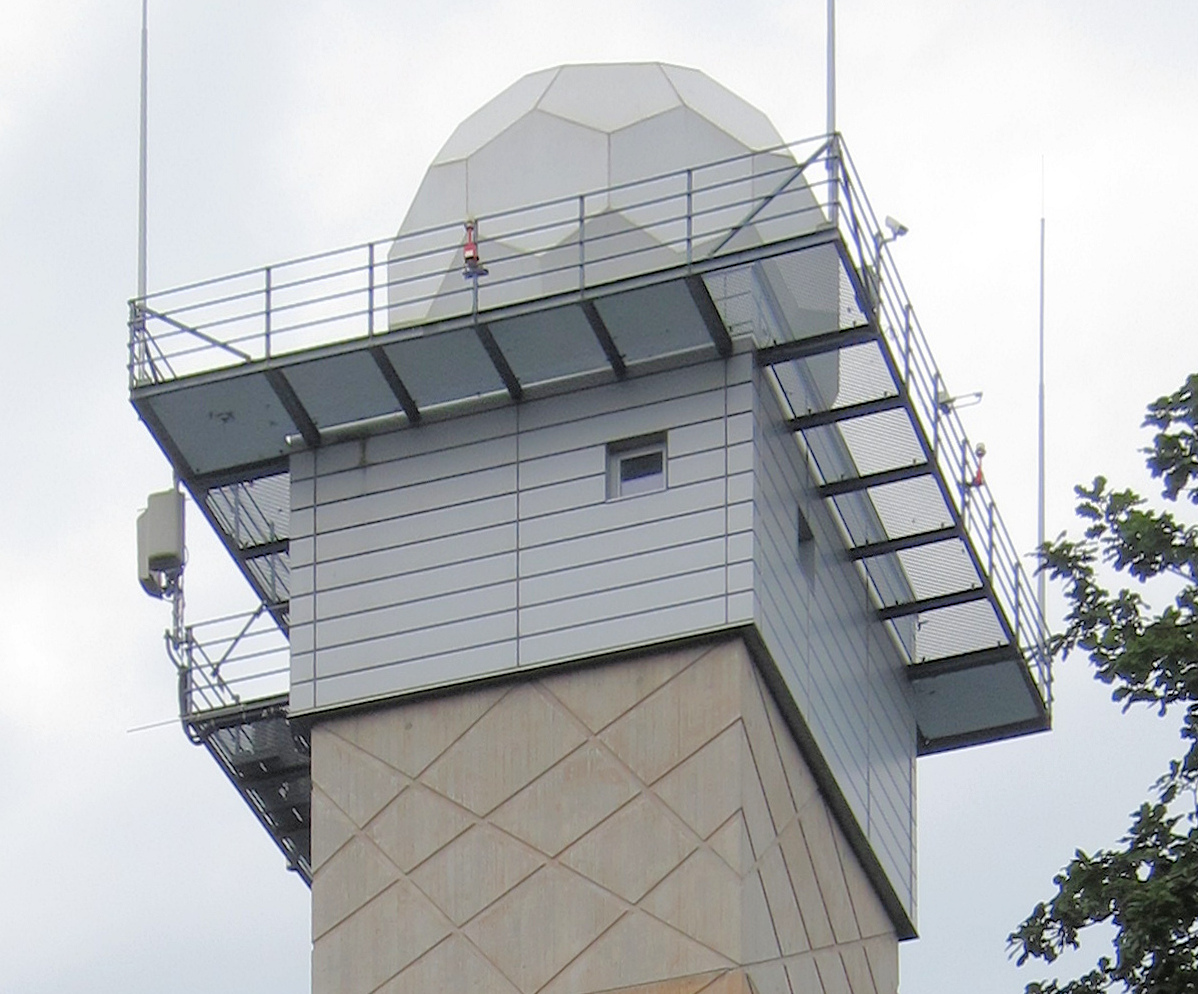
Radom einer Wetterradarstation
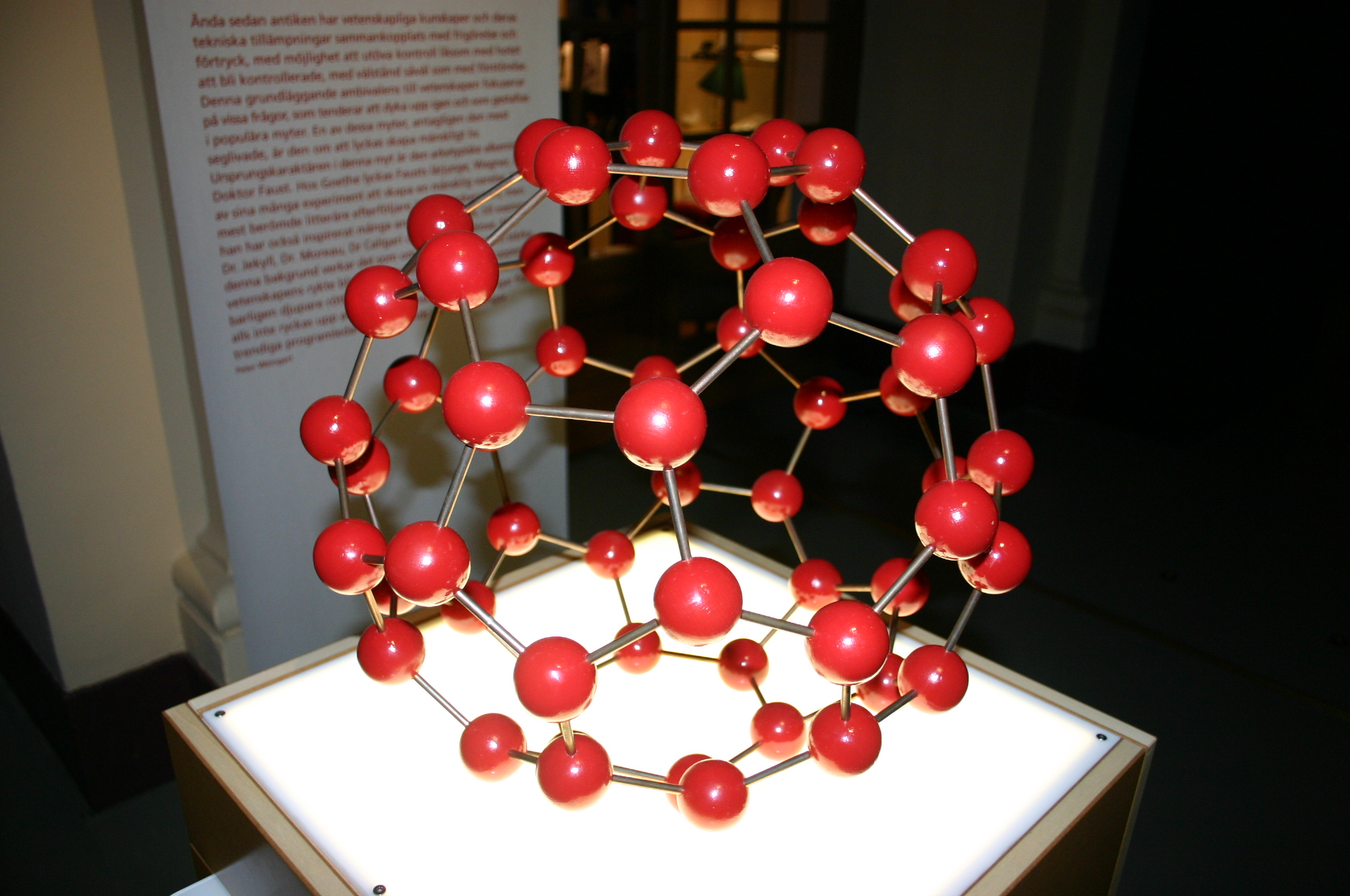
Fullerenmolekül C60